# Американо-саудовские отношения
Американо-саудовские отношения — двусторонние дипломатические отношения между США и Саудовской Аравией.

## История

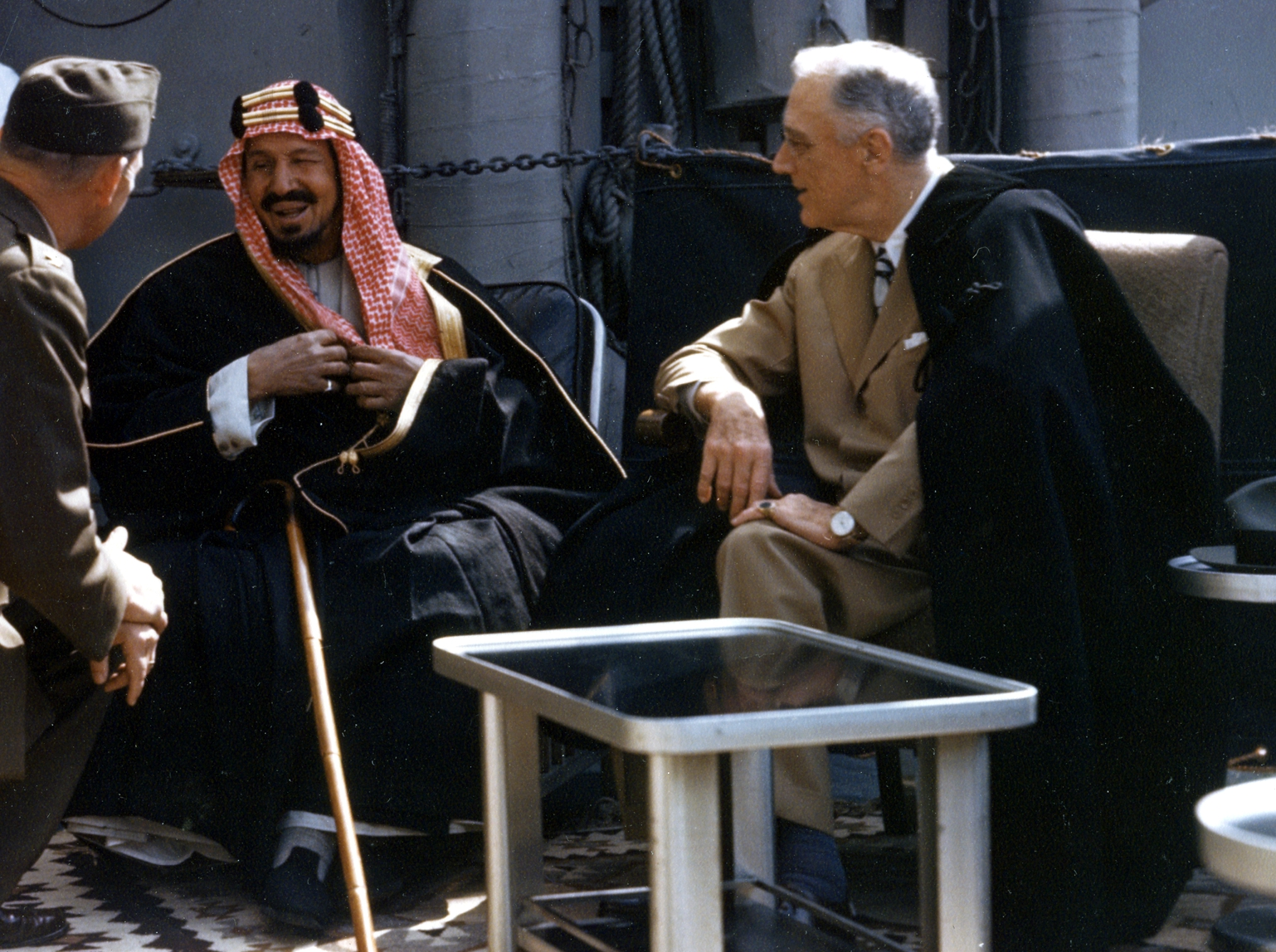
Абдул-Азиз ибн Сауд на встрече с президентом США Франклином Рузвельтом в 1945 году

Отношения между Соединёнными Штатами и Саудовской Аравией были давними и определялись различными политическими, экономическими и стратегическими интересами. С 1930-х годов США играли значительную роль в формировании внутренней и внешней политики Саудовской Аравии, а также полагались на эту страну в плане поставок нефти. Однако в отношениях не обошлось без проблем: ключевые события, такие как нефтяной кризис 1973 года и теракты 11 сентября, стали испытанием прочности альянса.
7 ноября 1933 года США и Саудовская Аравия подписали соглашение об открытии консульских и дипломатических представительств. Соединённые Штаты и Саудовская Аравия установили полные дипломатические отношения в 1940 году.
Американское посольство долгое время находилось в Джидде и только в 1984 году переехало в Эр-Рияд.
Уже в 1943 году было заключено двустороннее соглашение, согласно которому США предоставили Саудии на 7 лет 5 176 000 унций федерального серебра, которые подлежали возврату через 5 лет после окончания войны. Из этого серебра в Филадельфии были отчеканены саудовские риалы. Так как большинство арабских стран было под контролем Англии, то независимая Саудовская Аравия стала важным военным союзником США в начинавшейся Холодной войне.
В 1946 году на территории Саудии было закончено сооружение американской военно-воздушной базы Дахран, договор на аренду которой был заключен на 5 лет, после чего база со всеми строениями переходила саудовским властям.
В 1952—1954 годах Саудовская Аравия получила около 5 млн долларов американской помощи на развитие добывающей отрасли, транспорта и сельского хозяйства. Впрочем для получения помощи королю пришлось пойти на некоторые уступки — допустить в страну американскую финансовую миссию и создать Агентство денежного обращения Саудовской Аравии (аналог Центробанка и Министерства финансов), которое возглавил американец Дж. Блауэрз.
Уникальная роль Саудовской Аравии в арабском и исламском мире, владение крупнейшими в мире запасами нефти и стратегическое положение — делает дружбу с ней очень важной для Соединённых Штатов. Обе страны имеют общие интересы и они тесно консультируются по вопросам региональной безопасности, нефтяного экспорта и импорта, устойчивого развития экономики и ближневосточного мирного процесса. Саудовская Аравия является сильным партнёром США в борьбе с терроризмом, а также в военной, дипломатической и финансовой сфере. Саудовские власти тесно сотрудничают с правоохранительными органами США в интересах национальной безопасности.

### 2010-е годы
В 2013 году началось некоторое охлаждение американо-саудовских отношений в связи с улучшением отношений США с Ираном, главным соперником королевства в Персидском заливе.
После победы Дональда Трампа на президентских выборах в США (2017) и посещения им Саудовской Аравии отношения этих двух стран начали вновь улучшаться. На данный момент Саудовская Аравия является одним из главных союзников США.
В конце марта 2014 года, в разгар политического кризиса на Украине, администрация президента США Б. Обамы обратилась к руководству Саудовской Аравии и её партнерам по Союзу арабских государств Персидского залива (Катар, Кувейт) с призывом внести 15 миллиардов долларов в пакет «срочной экономической помощи» Киеву.
Отношения между странами осложнились из-за убийства в 2018 году в консульстве Саудовской Аравии в Стамбуле саудовского журналиста, диссидента и обозревателя «Washington Post» Джамала Хашогги.

### 2020-е годы
В 2022 году отношения между США и Саудовской Аравией ухудшились после соглашения ОПЕК+ о сокращении добычи сырой нефти на 2 миллиона баррелей в день, что является крупнейшим сокращением поставок с 2020 года: в октябре 2022 года Саудовская Аравия и Россия возглавили группу нефтедобывающих стран, проголосовавших за сокращение добычи нефти на два миллиона баррелей в день, что противоположно ожидаемым в соответствии с договорённостями результатам (при этом New York Times сообщил, что летом 2022 года президент Д. Байден осуществил поездку в Саудовскую Аравию, поскольку его главные помощники думали, что они заключили секретную сделку по увеличению добычи нефти до конца года). На фоне этого президент Байден обвинил Россию и Саудовскую Аравию в росте цен на бензин в США. По словам издания, это заставило разгневанных чиновников администрации Байдена пересмотреть отношения Америки с королевством и вызвало шквал обвинительных заявлений между двумя правительствами. Сообщалось, что американские законодатели, которых ознакомили с деталями сделки, выразили возмущение по поводу того, что принц Моххамед ибн-Салам обманул администрацию Байдена.
После этого решения ОПЕК члены Конгресса США от обеих партий призвали к мерам по наказанию королевства, включая принятие закона о выводе всех американских войск и систем противоракетной обороны из Саудовской Аравии.
На 2023 год американо-саудовский пакт «нефть в обмен на безопасность», заключённый в 1945 году становится, по оценке Bloomberg, неактуальным. Агентство привело ключевые вехи ухудшения отношений между странами:
- В 2018 году в консульстве Саудовской Аравии в Стамбуле был убит саудовский журналист Джамаль Хашогги.
- В 2019 году Байден, будучи кандидатом в президенты, пообещал превратить Саудовскую Аравию в государство-изгоя и прекратить продажу оружия.
- В 2021 году Байден опубликовал отчёт разведки, в котором принц Мухаммед ибн-Салам был назван ответственным за убийство Хашогги.
- В октябре 2022 года ОПЕК+ снизила добычу нефти на 2 миллиона баррелей в день. Это произошло менее чем через три месяца после визита Байдена, который хотел добиться увеличения добычи.
- В марте 2023 года Саудовская Аравия и Иран договорились восстановить дипломатические отношения в рамках сделки, заключённой при посредничестве Китая.
- Правительство Саудовской Аравии также согласилось присоединиться к Шанхайской организации сотрудничества (ШОС) в качестве участника диалога, а в 2023 году Саудовская Аравия стала членом БРИКС.

По оценке директора ближневосточной программы в вашингтонском Центре стратегических и международных исследований Джона Альтермана, Саудовская Аравия ищет таким образом возможность застраховаться от рисков непредсказуемости политики США, которая резко изменилась между Обамой, Трампом и Байденом.

## Торговля
Соединённые Штаты являются крупнейшим торговым партнёром Саудовской Аравии, а эта страна является одним из крупнейших экспортных рынков США на Ближнем Востоке. Обе страны подписали рамочное инвестиционное торговое соглашение. Постоянное наличие надёжных источников нефти, особенно из Саудовской Аравии, имеет важное значение для процветания Соединённых Штатов Америки, а также Европы и Японии. Саудовская Аравия является одним из ведущих источников нефти для Соединённых Штатов, поставляя более одного миллиона баррелей в день на американский рынок. Также Саудовская Аравия является крупным кредитором США. Только государственный долг США перед Саудовской Аравией по состоянию на март 2016 года составил 116,8 млрд долларов.
После 2016 года Соединённые Штаты Америки продолжали торговать с Саудовской Аравией в основном товарами, связанными с нефтью.
9 августа 2020 года Саудовская Аравия объявила, что сократит поставки нефти в США в третий раз за год в попытке сократить запасы на мировом рынке нефти, чтобы сбалансировать спрос и предложение.
3 октября 2022 года Reuters сообщил о планах ОПЕК+ рассмотреть дополнительное сокращение добычи на 1 млн баррелей в день. По оценке агентства, шаг должен вызвать ярость США, которые ранее оказывали давление на Саудовскую Аравию с целью увеличения добычи нефти.

### Статистика торговли по годам
В таблице приведены данные Бюро переписи населения США, то есть импорт это товары привезённые из Саудовской Аравии в США, а экспорт, соответственно, товары отправленные из США в Саудовскую Аравию.

| Год  | Объём импорта (млрд $) | Объём экспорта (млрд $) |
| ---- | ---------------------- | ----------------------- |
| 2000 | 14,36                  | 6,23                    |
| 2001 | 13,27                  | 5,96                    |
| 2002 | 13,14                  | 4,78                    |
| 2003 | 18,07                  | 4,59                    |
| 2004 | 20,96                  | 5,26                    |
| 2005 | 27,19                  | 6,8                     |
| 2006 | 31,69                  | 7,64                    |
| 2007 | 35,63                  | 10,39                   |
| 2008 | 54,75                  | 12,48                   |
| 2009 | 22,05                  | 10,79                   |
| 2010 | 31,41                  | 11,51                   |
| 2011 | 47,48                  | 13,92                   |
| 2012 | 55,67                  | 17,96                   |
| 2013 | 51,81                  | 18,96                   |
| 2014 | 47,04                  | 18,71                   |
| 2015 | 22,08                  | 19,79                   |
| 2016 | 16,92                  | 17,99                   |
| 2017 | 18,87                  | 16,35                   |
| 2018 | 24,07                  | 13,59                   |
| 2019 | 13,4                   | 14,48                   |
| 2020 | 8,99                   | 11,13                   |
| 2021 | 13,71                  | 11,13                   |

## Военное сотрудничество
Военное сотрудничество между США и Саудовской Аравией началось с подписания в 1975 году соглашения о поставках вооружений, на рекордную для тех времен сумму 766 млн долл. Этот договор, являвшийся одним из элементов более крупного, стратегического соглашения, стал основой многолетних партнёрских отношений в сфере ВПК между странами. В дальнейшем, на протяжении десятилетий, Эр-Рияд являлся одним из крупнейших импортеров оружия в мире и одновременно одним из основных покупателей вооружений из США. При этом, эксклюзивный уровень отношений позволял саудитам рассчитывать на приобретение самых современных образцов из обширной экспортной номенклатуры американского ВПК.
В мае 2017 года — комплексное соглашение из восьми контрактов на $12,5 млрд и меморандум, состоявший из 34 пунктов, на $95,2 млрд (на общую сумму $109,7 млрд).

В мае 2020 года Эр-Рияд подписал контракт с Boeing на поставку 650 крылатых ракет воздушного базирования SLAM-ER и 402 противокорабельных ракет Harpoon (модификация Block II); сумма сделки составила 1,971 млрд долларов, срок исполнения — к декабрю 2028 года.
Также, в 2022 году королевство обратилось, из-за известных проблем с йеменскими хуситами и атаками их дронов на нефтяные объекты, к Raytheon/RTX за помощью в создании эффективной системы ПВО, Эр-Рияд выделил на системы обнаружения и ракетные комплексы 25 млрд долл., проект получил название «многоцелевая батарея»; предполагалась локализация производства в самом королевстве (инвестиции в строительство завода по производству комплексов ПВО на сумму 25 млрд долл.); однако осенью 2023 года корпорация RTX вышла из соглашения.